# Megachile pseudopleuralis
Megachile pseudopleuralis är en biart som beskrevs av Carlos Schrottky 1913. Megachile pseudopleuralis ingår i släktet tapetserarbin, och familjen buksamlarbin. Inga underarter finns listade i Catalogue of Life.